# Priopoda auberti
Priopoda auberti là một loài tò vò trong họ Ichneumonidae.